# Esoderma
L'esoderma è il tessuto vegetale tegumentale che sostituisce il rizoderma nella zona appena sopra la zona pilifera di assorbimento. 
È di origine primaria posto a rivestire le porzioni al confine tra la struttura primaria e quella secondaria delle radici di gran parte delle piante cormofite. Può essere presente anche in alcuni fusti sotterranei. Esso si forma dopo la morte e la disgregazione del rizoderma quando lo strato parenchimatico corticale immediatamente sottostante si trasforma per suberificazione della parete delle proprie cellule. Nonostante l'ispessimento della parete le cellule sono sempre vive. A causa della suberina l'esoderma è per lo più unistratificato e poco permeabile.
Le funzioni principali dell'esoderma sono quelle di rivestimento e protezione. Nella struttura secondaria l'esoderma viene sostituito dal sughero.

## Etimologia
Etimologicamente il nome è composto da èṡo- che deriva dal greco ἔξω (fuori) e dèrma- dal greco δέρμα (pelle).